# Список іранських прем'єр-міністрів з 1699 по 1907 роки
Список прем'єр-міністрів Ірану — це перелік глав уряду Ірану від заснування посади Прем'єр-міністра Ірану у 1699 і до 1907 року, коли вона була ліквідована під час Іранської конституційної революції.

## Головні Міністри (1699—1747)
- Мухаммед Муммін Хан Шамлу (1699—1707)
- Шах Кулі Хан Зангана (1707—1715)
- Фатх-Алі Хан Дагестані (1715—1722)
- Мухаммед Голі Хан Шамлу (близько 1722 року) (для Шаха Гусейна I)
- Аманоллах Хан Іран (23 жовтня 1722 — 25 квітня 1725 ) (для Шаха Махмуда Хотакі)
- Фатх-Алі Хан Каджар (10 листопада 1722 — 11 жовтня 1726 ) (для Шаха Тахмаспа II)
- Мухаммед Алі Хан Куллер Акассі (12 жовтня 1726 — 13 листопада 1729 ) (Для Шаха Тахмаспа II)
- Надір-Хан Афшар (1729 — 8 березня 1736 ) (пізніше Надер Шах) (для Шаха Тахмаспа II)
- Мірза Алі Акбар Ширазі (1736—1747) (для Надера Шаха)

## Намісники, Найбе-ос-Салтане (1747—1754)
- Мір Саїд Мохаммед Мараші (1747—1748) (пізніше Шах Сулейман II) (для Аділ Шаха)
- Мір Алам Хан Хузайма (31 грудня 1749 — 9 січня 1750) (перший раз за Шаха Сулеймана II)
- Юсеф Алі Хан Джалайір (10 січня 1750 — березень 1750 ) (для Шаха Руха)
- Мир Алам Хан Хузайма (березень 1750— 2 грудня 1754 ) (Другий раз, для Шаха Руха)

## Канцлер,Садр-і-азам(1750—1871)
- Алі Мардан Хан Бахтіарі (1750—1751) (для Шаха Ісмаїла III)
- Вакантна посада (1751—1779)
- Мохаммад Заки-Хан Занд (1779 — 13 червня 1779 (за Абдул Фатх-хана Занда і Мохаммад Алі Хан Занда)
- Мохаммад Садек-Хан Занд (червень 1779 — Серпні 1779)
- Хаджі Ібрагім Ширазі (1779 — 14 квітня 1801)
- Мірза Шафі Mazandarani (1801—1819)
- Хаджі Мохаммад Хосейн Хан (Садр-Ісфагані) (1819—1823)
- Абдаллах-Хан Садр-Ісфагані (1823—1825) (1-й раз)
- Аллах-Яр-Хан Каджар Девелю (1825—1828)
- Абдаллах-Хан Садр-Ісфагані (1828—1834) (2-й раз)
- Мірза Божорг Ка'єм-Макам (1834—1835)
- Хаджі Мірза Акасі (1835—1848)
- Мірза Таджі Хан Амір Кабір (1848 — листопад 1851)
- Мірза Ака Хан Нурі (також відомий як Хаджі-Ноорі, Хахегонорі та Хадженурі) (листопад 1851—1858 )
- Посада скасована (1858—1871 роки)

## Прем'єр-міністр (1871—1907)
- Мірза Хосіін Хан Мошир од Дуулех (12 грудня 1871 — вересень 1873 )
- Мірза Юсоф Хан Аштіані (вересень 1873—1880) (1-й раз)
- Мірза Юсоф Хан Аштіані (1885—1887) (другий раз)
- Амір Асгар Хан (1887 — листопад 1896) (1-й раз)
- Публікація вакансії (листопад 1896 — лютий 1897)
- Алі Хан Амін Од-Даулех (лютий 1897— червень 1898 )
- Амір Асгар Хан (червень 1898 — 24 січня 1904) (Другий раз)
- Абдоль Маджид Мирза, Айн Уд-Даула (24 січня 1904 — 5 серпня 1906 )
- Мірза Насрулла Хан, Мушир Уд-Даула (1906— 18 лютого 1907 )
- Алі Хан Вазир Афхам (лютий 1907 — квітень 1907)